# Tiaré (Sapouy)
Pour les articles homonymes, voir Tiaré.
Ne doit pas être confondu avec Tiaré (Dalo).
Tiaré est une commune rurale située dans le département de Sapouy de la province du Ziro dans la région du Centre-Ouest au Burkina Faso.

## Géographie
La commune est traversée par la route nationale 6.

## Éducation et santé
La commune accueille un centre de santé et de promotion sociale (CSPS).